# Cheilodactylus
Cheilodactylus is een geslacht van straalvinnige vissen uit de familie van morwongs (Cheilodactylidae).
Het geslacht is voor het eerst wetenschappelijk beschreven in 1803 door Bernard Germain de Lacépède.

## Lijst van soorten
- Cheilodactylus ephippium McCulloch & Waite, 1916
- Cheilodactylus fasciatus Lacepède, 1803
- Cheilodactylus francisi Burridge, 2004
- Cheilodactylus fuscus Castelnau, 1879
- Cheilodactylus gibbosus Richardson, 1841
- Cheilodactylus nigripes Richardson, 1850
- Cheilodactylus pixi Smith, 1980
- Cheilodactylus plessisi Randall, 1983
- Cheilodactylus quadricornis Günther, 1860
- Cheilodactylus rubrolabiatus Allen & Heemstra, 1976
- Cheilodactylus spectabilis Hutton, 1872
- Cheilodactylus variegatus Valenciennes, 1833
- Cheilodactylus vestitus (Castelnau, 1879)
- Cheilodactylus vittatus Garrett, 1864
- Cheilodactylus zebra Döderlein, 1883
- Cheilodactylus zonatus Cuvier, 1830